# Rick Hurst
Rick Douglas Hurst (Houston, 1º gennaio 1946 – Los Angeles, 26 giugno 2025) è stato un attore statunitense, conosciuto per aver interpretato il vice sceriffo Cletus Hogg nella serie tv Hazzard.
Era padre dell'attore Ryan Hurst.

## Filmografia parziale
- Azione esecutiva (Executive Action), regia di David Miller (1973)
- Un uomo da buttare (W.W. and the Dixie Dancekings), regia di John G. Avildsen (1975)
- Il gatto venuto dallo spazio (The Cat from Outer Space), regia di Norman Tokar (1977)
- Per vincere domani - The Karate Kid (The Karate Kid), regia di John G. Avildsen (1984)
- Karate Kid II - La storia continua... (The Karate Kid - Part II), regia di John G. Avildsen (1986)
- Karate Kid III - La sfida finale (The Karate Kid - Part III), regia di John G. Avildsen (1989)
- Fiori d'acciaio (Steel Magnolias), regia di Herbert Ross (1989)
- Nel centro del mirino (In the Line of Fire), regia di Wolfgang Petersen (1993)

### Televisione
- Happy Days – serie TV, episodio 1x01 (1974)
- La casa nella prateria (Little House on the Prairie) – serie TV, episodio 1x03 (1974)
- On the Rocks – serie TV, 24 episodi (1975-1976)
- Hazzard (The Dukes of Hazzard) – serie TV, 47 episodi (1979-1982) - Cletus Hogg
- CHiPs – serie TV, episodio 3x05 (1979)
- Autostop per il cielo (Highway to Heaven) – serie TV, episodio 2x06 (1985)
- La signora in giallo (Murder, She Wrote) – serie TV, episodio 5x09 (1989)

## Doppiatori italiani
Nelle versioni in italiano delle opere in cui ha recitato, Rick Hurst è stato doppiato da:
- Giorgio Locuratolo in Hazzard (st. 3)
- Roberto Pedicini in Hazzard (ep. 5x01-5x06)
- Silvio Anselmo in La signora in giallo
- Sergio Matteucci in Karate Kid III - La sfida finale
- Enzo Avolio in Hazzard 20 anni dopo
- Giuliano Santi in Hazzard - Bo e Luke vanno ad Hollywood